# Глумилино (Уфа)
Глуми́лино (баш. Глумилин) — жилой район в Октябрьском районе города Уфы Республики Башкортостан Российской Федерации. В жилом массиве Глумилино расположены Непейцовский дендропарк и Кошкин лес, а ранее — радиостанция имени Коминтерна РВ-1 и первый аэропорт города.
Носит имя деревни Глумилино, вошедшей в состав города в 1932 году. У деревни сначала проходила граница между Уфой и рабочим посёлком Черниковкой, а позднее — городом Черниковском. Территория бывшей деревни стала городским микрорайоном, в 1960-ые годы — жилмассивом.

## История
20 марта 1932 года селения Глумилино и Дубовка Сипайловского сельсовета Уфимского района включены в городскую черту города Уфы (Постановление ВЦИК от 20.02.1932 «Об изменениях в административно-территориальном делении Башкирской АССР»).
На месте деревень началось строительство промышленных объектов.
Главной достопримечательностью района стоило назвать четыре 206-метровые вышки радиостанции РВ-1. Радиостанция имени Коминтерна по приказу Ставки была переведена в Уфу из подмосковного города Электросталь в ноябре 1941 года из-за наступления фашистов на Москву. В 1942 году по предложению Совнаркома БАССР её установили на месте бывшего лесного техникума в деревне Глумилино, ныне Октябрьский район Уфы. Задача радиостанции — вещание антифашистской пропаганды на длинных волнах на территории оккупированной немцами Европы. Радиопередачи велись на 18 европейских языках. Мощность РВ-1, по тем временам, колоссальная — 500 кВт, радиостанция считалась одной из самых мощных в мире. На возведении сверхсекретного объекта трудилось 1200 человек, а ежесуточно её охранял гарнизон из несколько сотен солдат.
Немцы пытались найти радиоцентр, чтобы прекратить вещание Коминтерна. Однако они не знали где точно искать, ведь для всего мира РВ-1 якобы находилась в Москве, а не в Уфе. То, что радиостанция была перенесена в столицу БАССР, знал ограниченный круг людей. Это была мера, направленная на защиту станции от диверсантов. С октября 1941 по май 1943 в Уфе жили и работали исторические личности мирового масштаба, имена которых есть во всех энциклопедиях — руководители исполкома Коминтерна Георгий Димитров, Долорес Ибаррури, Клемент Готвальд, Отто Куусинен, Вильгельм Пик, Пальмиро Тольятти, Морис Торез. На станции работал отец будущего директора немецкой «Штази» Маркуса Вольфа Фридрих Вольф, а юный Маркус часто посещал запретную зону, где трудился его отец. Вышки были снесены в 2007 году.
В середине 1950-х, начале 1960-х годов началась жилая застройка района. В первой половине 1980-х годов возник новый жилой район, состоящий из панельных девятиэтажных домов с официальным названием Глумилино. Застройка района продолжается до сих пор.
На территории района находится Дом Церкви Иисуса Христа святых последних дней (мормонов).
В 2013 году в районе открылся аквапарк.